# Acquaviva (Saint-Marin)
Pour les articles homonymes, voir Acquaviva.
Acquaviva est l’une des neuf communes (ou castelli) de la République de Saint-Marin. Elle comptait 2 096 habitants au 31 décembre 2012.

## Géographie

### Situation
Acquaviva s'étend sur un territoire de 4,86 km2 à l'extrémité nord-ouest de la République. Il est limité à l'ouest par le cours de la rivière San Marino qui marque à cet endroit la frontière avec l'Italie.

### Localités
Acquaviva est la localité principale, dominée par le castrum médiéval de Monte Cerreto, aménagé en « parc naturel », cependant que Gualdicciolo constitue le centre commercial et industriel de la commune. Les autres localités sont Molino Nuovo, située au sud, en direction de Chiesanuova, i Gessi, hameau qui surplombe le torrent de San Marino, La Serra et Poggiaccio au nord, près de la frontière.

## Toponymie
Le nom du castello provient d’une importante source d’eau jaillissant au pied du Montecerreto, une colline recouverte par une forêt de pins. 

## Histoire
Selon la légende, c’est dans la grotte de la Baldesserona que Marin aurait trouvé refuge.
En 885, le Montecerreto est le lieu où est rédigé le Placito Feretrano, le plus ancien document de Saint-Marin qui narre la controverse entre l'évêque de Rimini et l'abbé d'un monastère au sujet de la possession de diverses localités entre les deux institutions religieuses.
Le 19 décembre 1243, Guido di Cerreto vend aux Saint-Marinais divers privilèges dont celui de percevoir des impôts.

## Politique et administration
Depuis 2013, Acquaviva est dirigée par Lucia Tamagnini, avec le titre de capitaine de castello.

## Économie
Gualdicciolo comprend une importante zone industrielle et commerciale avec de nombreux restaurants, des discothèques, des commerces artisanaux, étirée le long de la rivière et la frontière italienne.

## Culture et patrimoine
- L'église Saint-André remonte au haut Moyen Âge mais a fait l'objet de remaniements au cours des siècles.

## Sports
Acquaviva abrite une des pistes de moto-cross les plus réputées du monde ainsi qu'un terrain de sport.

## Jumelage
Froges (Isère, France) depuis 1984